# Vasile Oțel
Vasile T. Oțel (n. 5 septembrie 1944) este un ihtiopatolog și ihtiolog român.

## Biografie
Vasile Oțel  s-a născut la 5 septembrie 1944 în comuna Podeni jud. Cluj. A locuit cu părinții în orașul Turda (jud. Cluj), unde a copilărit și a urmat studiile liceale  Deși din copilărie a manifestat o atracție deosebită față de cunoașterea faunei sălbatice, mai ales a vertebratelor, a urmat Facultatea de Medicină Veterinară din Cluj. După absolvirea facultății (1969) a reușit să obțină repartizarea în Delta Dunării, unde, până în anul 1976 inclusiv, a lucrat ca medic veterinar de circumscriptie în Delta Dunării, la Chilia Veche. Din 1977 și până la pensionare (2009), a fost cercetător la Institutul Delta Dunării Tulcea, care pe parcursul timpului a avut mai multe denumiri: Institutul de Cercetare Proiectare Delta Dunării, Institutul Național de Cercetare Dezvoltare Delta Dunării (INCDDD Tulcea), ș.a.m.d. Pănă în anul 1990 a întreprins cercetări în domeniul patologiei piscicole, obținând gradele de cercetător științific și apoi cercetător principal gr. III. A condus mai multe proiecte de cercetare in acest domeniu. In 1983 a fost numit șef al Laboratorului de Cercetări Piscicole, iar în 1986 a devenit director al Stațiunii de Cercetare-Producție Maliuc. In 1987, ca urmare a rămânerii fratelui său peste hotare, este înlăturat din cercetare și numit șef de fermă la Ferma Piscicolă Caraorman, ce făcea parte din patrimoniul Institutului Delta Dunării. Este reangajat la Secția de Cercetare a aceluiași institut în anul 1988, cu același grad științific și funcție avute anterior (responsabil proiect cercetare, șef laborator). Cîteva tentative de a se înscrie la doctorat în perioada respectivă sunt respinse de către forurile județene a PCR. In anul 1991 obține titlul de cercetător principal gr. I. Din anul 2000 și până la pensionare (2009) îndeplinește și funcția de șef Departament Conservarea Biodiversității și Resurse Naturale (INCDDD Tulcea). Locuiește la Tulcea din anul 1977. Este căsătorit și are un fiu. 

## Activitate științifică
In 1991 obține conducerea proiectului de evaluare a florei și faunei sălbatice de pe teritoriul Rezervației Biosferei Delta Dunării, în vederea elaborării măsurilor de protecție. La acest proiect colaborează cu peste 70 prestigioși specialiști botaniști și zoologi din România (București, Cluj, Iași) și din străinătate (Rep. Moldova, Ucraina, Austria). Un număr imens de date obținute privind speciile sălbatice existente sunt utilizate prin procesare în sitem GIS și în perioada actuală în vederea analizelor multiple și protecției biodiversității din Delta Dunării.  După 1995 primește responsabilitatea și altor proiecte care au ca principal obiectiv evaluarea și protecția biodiversității, mai ales în aria Rezervației Biosferei Delta Dunării, dar și la nivelul întregii țări ca de exemplu “Strategia națională și planul de acțiune pentru conservarea biodiversității. Zone umede’’ (1995-1996). In perioada 2006 -2010 (un an ca pensionar) colaborează la proiectul Natura 2000, fiind principalul evaluator al faunei piscicole de interes comunitar la nivelul întregii țări. In acest sens , întreprinde mai multe expediții de cercetare a ihtiofaunei în multe corpuri acvatice naturale din majoritatea zonelor României. In 2008 este numit expert guvernamental în domeniul Ihtiologiei în negocierile  cu Comisia Europeană pentru validarea siturilor Natura 2000. Timp de 10 ani (1992-2001) a fost președintele Consiliului Științific  al Institutului Delta Dunării. In 1998 obține titlul de doctor în știință la Facultatea de Medicină Veterinară Cluj-Napoca, Catedra de Parazitologie, cu o teză din domeniul Ihtio-parazitologiei și anume, ”Cercetări asupra Diplostomozei la pești în mediul piscicol amenajat și natural din Delta Dunării”. In anul 1992 este ales vicepreședinte al Asociației Parazitologilor din România, iar în anul 2005 vicepreședinte a Societății Ihtiologice din România. Este membru al Societății Europene de Ihtiologie din anul 2001. Este nominalizat în Enciclopedia Personalităților din România (Hȕbers / Who is Who) începînd din ediția  2007. Este colaborator la proiectul Fish Base] pentru speciile de pești sud-est europene din anul 2001. 
Cu ocazia multor ani de cercetări ce au avut ca principal obiectiv ihtiofauna din Delta Dunării (după 1990 Rezervația Biosferei Delta Dunării), a colaborat în cercetări de teren și publicarea în comun a unor articole, cu prestigioși ihtiologi, printre care Petru Bănărescu, Theodor Nalbant, Eugene Balon, etc. A descris și publicat cîteva specii în premieră, după cum urmează:
- paraziți la pești: (primă semnalare pt. România): Trypanosoma danylewsky (Protozoa, Flagellata),  Eimeria subepitelialis (Protozoa, Coccidia), Eimeria sinensis (Protozoa, Coccidia), Myxobolus pavlovkii (Protozoa, Myxosporidia),  Myxobolus dispar (Protozoa, Myxosporidia),  Thelohanellus nikolskii (Protozoa, Myxosporidia),  Sphaerospora sp. (Protozoa, Myxosporidia),  Sinergasilus lieni (Crustacea, Copepoda), Sinergasilus major (Crustacea, Copepoda),  Unikaryon sp. nova (Protozoa, Mycrosporidia) (hiperparazit al trematodului Diplostomum spasthaceum, utilizat cu succes în combaterea biologica a acestuia).
- specii de pești noi pentru știință: Knipowitschia cameliae  Nalbant & Otel, 1995 (Perciformes, Gobiidae), specii de pești noi pentru România: Neogobius eurycephalus (Kessler, 1874) (Perciformes, Gobiidae), Percarina demidoffii Nordmann, 1840 (Perciformes, Percidae), Liza haematocheila (Temminck & Schlegel, 1845) (Perciformes, Mugillidae), Spicara maena  (Linnaeus, 1758) (Perciformes, Centracanthidae); specii de pești noi pentru aria Rezervatiei Biosferei Delta Dunării: Gymnocephalus baloni Holcic & Hensel, 1974 (Perciformes, Percidae).

## Publicații științifice
A publicat în țară și peste hotare un număr 63 articole științifice, majoritatea din domeniul ihtiologiei, apoi din domeniul patologiei piscicole și un număr mai mic din domeniul herpetologiei și ramuri conexe genofondului sălbatic și protecției acestuia. Lucrările sunt orientate în primul rând pe aspectele de noutate, fiind structurate pe probleme sistematice, ecologice și de protecție. De asemenea, este autorul și coautorul unor cărți de specialitate după cum urmează: 

-autor unic
- Atlasul peștilor din Rezervația Biosferei Delta Dunării. (2007) Ed. Centrul de Inf. Tehn. D. Dunării : 482 p.

-autor principal
- Ghid ihtiopatologic pentru fermele piscicole din Delta Dunării. (1989) Ed.Carpați: 154 p.
- The Red List of plant and animal species from the Danube Delta Biosphere Reserve Romania. (2000) Ed. Fundatia Aves: 156 p.

-capitole în cărți
- Câmpia Română, Dobrogea, Dunăre și Deltă, Litoralul României / Faună. In: Gr. Postea et al. (2005). Geografia României vol.V.: 609-623.
- Arii de importanță floristică din Rezervația Biosferei Delta Dunării. In: coord. Anca Sârbu (2007). Arii speciale pentru  protecția și conservarea plantelor în România. Ed. Victor B. Victor
- Caracteristici ale biodiversității; Peștii, Amfibienii, Reptilele:  Mamiferele. In: Editori P. Gâștescu & R. Știucă (2008). Delta Dunării Rezervație a Biosferei. Ed. C.D. Press: 134-138: 157-164: 175-179.
- Pești. In: Victoria Tatole et al. (2009). Specii de animale Natura 2000. Imperium Print. 60-87